# Terotecnologia
Terotecnologia, deriva dall'unione di due parole greche teros e logos, e significa tecnologia della conservazione.
Il termine venne definito nel 1970 dalla British Standards Institution (ente normatore inglese fondato nel 1901). il quale associò a terotecnologia questa definizione: 
Oggi, la terotecnologia è associata principalmente al concetto di costo del ciclo di vita (LCC - Life Cycle Cost), la cui migliore rappresentazione si ha con la curva a vasca da bagno, ossia al tipo andamento del tasso di guasto lungo l'intera vita di un sistema complesso, come fu definita nel primo congresso EFNMS che si tenne nel 1972 a Wiesbaden.